# Loromontzey
Loromontzey ist eine französische Gemeinde mit 78 Einwohnern (Stand 1. Januar 2022) im Département Meurthe-et-Moselle in der Region Grand Est (vor 2016 Lothringen). Sie gehört zum Arrondissement Lunéville und zum Kanton Lunéville-2.

## Geografie
Die Gemeinde liegt etwa 32 Kilometer südöstlich von Nancy im Süden des Départements Meurthe-et-Moselle an der Grenze zum Département Vosges. Nachbargemeinden sind Froville im Norden, Borville im Nordosten, Saint-Rémy-aux-Bois im Osten und Südosten, Charmes (im Département Vosges) im Süden, Saint-Germain im Südwesten und Westen sowie Villacourt im Nordwesten. Der Bach Loro durchquert die in einem kleinen Tal gelegene Gemeinde. Die Gemeinde besteht aus den Dörfern Loro und Loromontzey (früher nur Montzey).    

## Geschichte
Loromontzey wurde 1156 indirekt (Albertus de Loirou) unter dem Namen Loirou erstmals in einer Urkunde der Abtei Beaupré erwähnt. Loromontzey gehörte historisch zur Vogtei (Bailliage) Châtel und somit zum Herzogtum Lothringen, das 1766 an Frankreich fiel. Bis zur Französischen Revolution lag die Gemeinde dann im Grand-gouvernement de Lorraine-et-Barrois. Von 1793 bis 1801 war die Gemeinde dem Distrikt Lunéville zugeteilt. Loromontzey war von 1793 bis 2015 Teil des Kantons Bayon und liegt seit 2015 innerhalb des Kantons Lunéville-2. Seit 1801 ist Loromontzey zudem dem Arrondissement Lunéville zugeordnet. Die Gemeinde lag bis 1871 im alten Département Meurthe. 

## Bevölkerungsentwicklung
| Jahr                       | 1962 | 1968 | 1975 | 1982 | 1990 | 1999 | 2007 | 2019 |
| Einwohner                  | 125  | 116  | 90   | 85   | 91   | 72   | 90   | 82   |
| Quellen: Cassini und INSEE |      |      |      |      |      |      |      |      |

## Verkehr
Loromontzey liegt unweit bedeutender Verkehrswege. Der Schienenverkehr auf der Bahnstrecke Blainville-Damelevières–Lure ist nur wenige Kilometer entfernt. Die nächstgelegene Haltestelle ist in Charmes. Die E23 führt wenige Kilometer westlich und südwestlich der Gemeinde vorbei. Der nächstgelegene Anschluss ist in Charmes. Für den regionalen Verkehr sind die D133 und die D134 wichtig, die durch das Dorf führen.

## Sehenswürdigkeiten
- Dorfkirche Saint-Martin aus dem 19. Jahrhundert; mit sehenswerten Kultgegenständen
- Wegkreuz im Ortsteil Loro und Kreuz auf dem Dorffriedhof
- Denkmal für die Gefallenen[1]

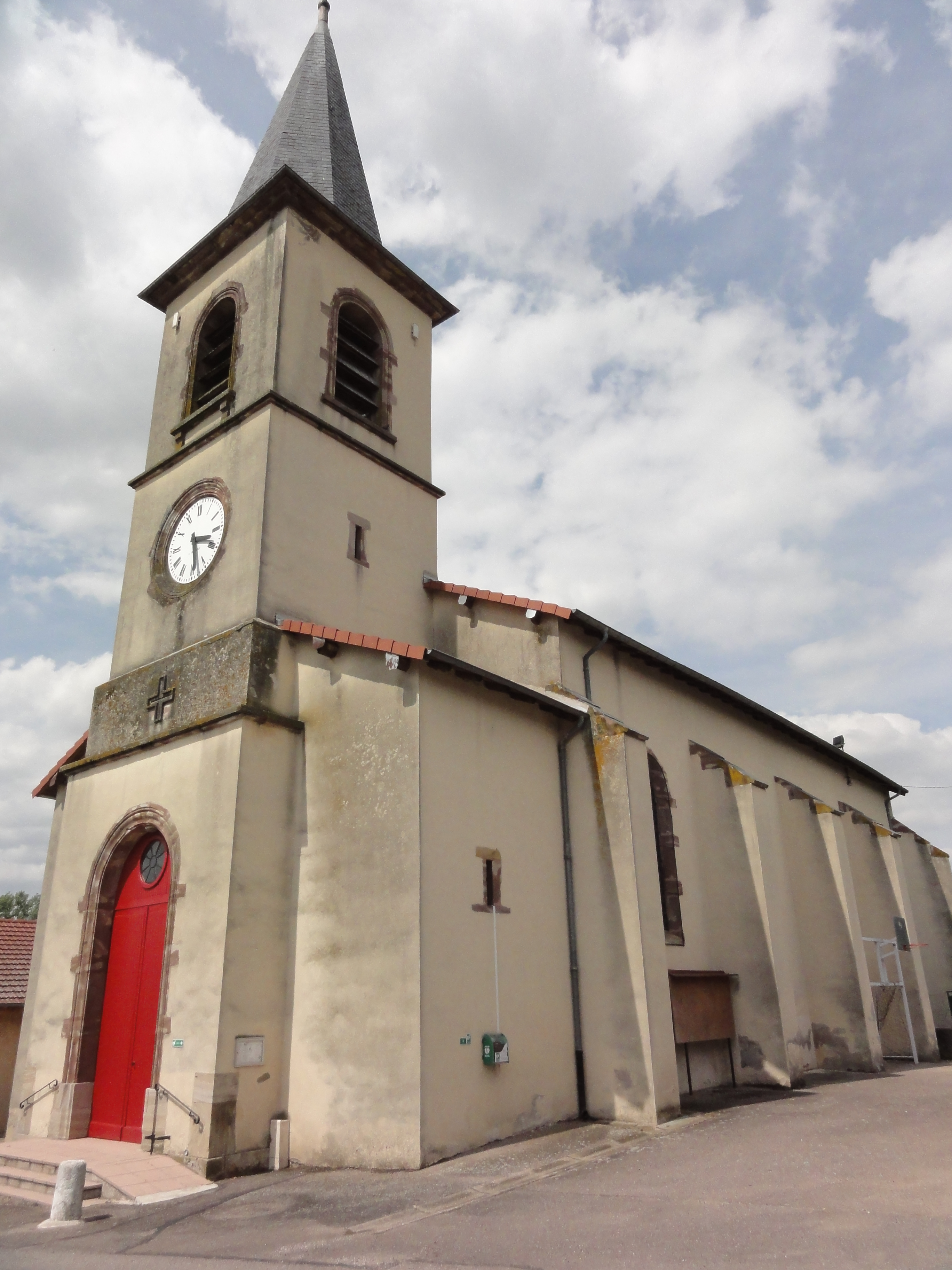
Dorfkirche Saint-Martin
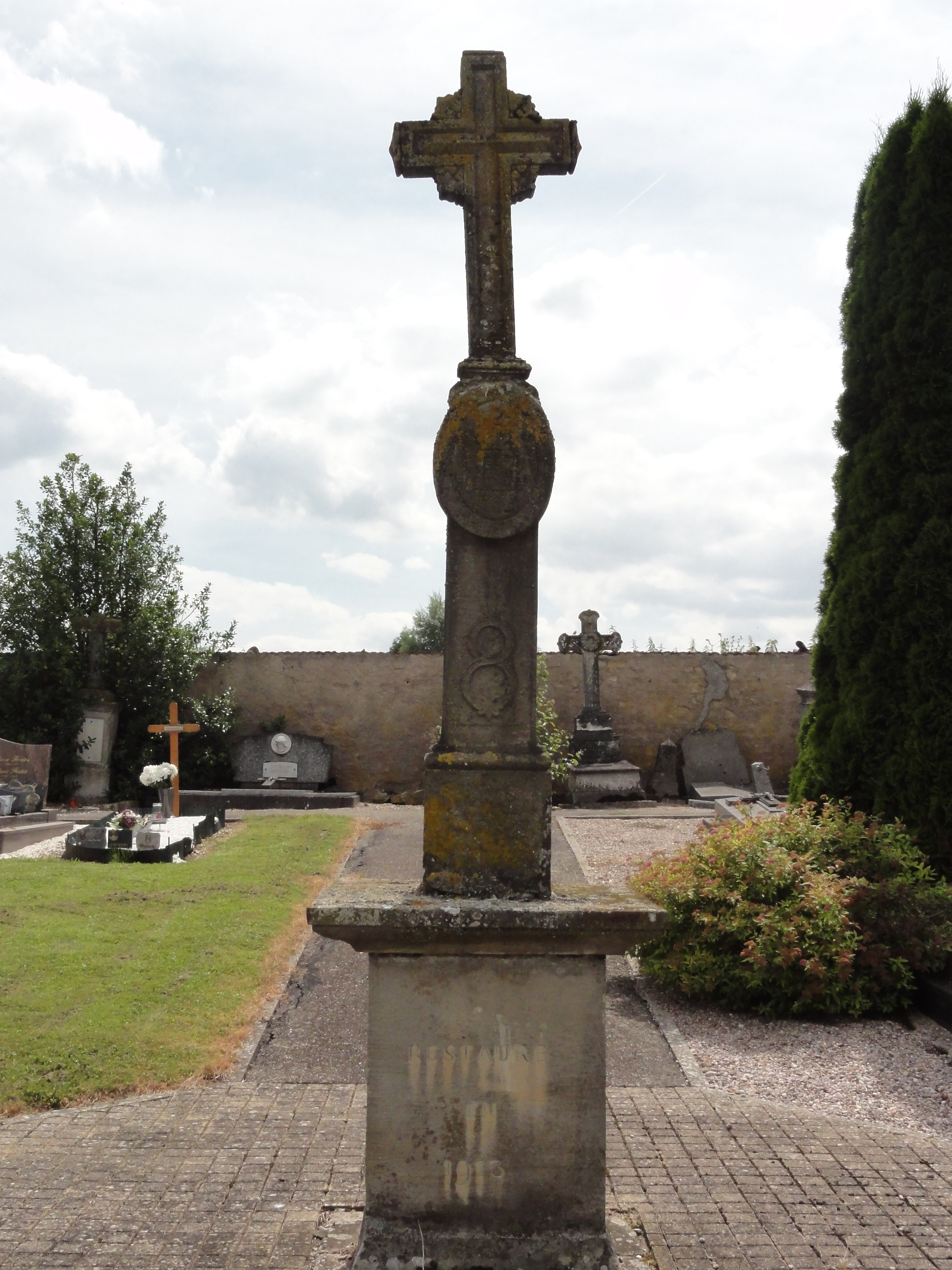
Kreuz auf dem Dorffriedhof
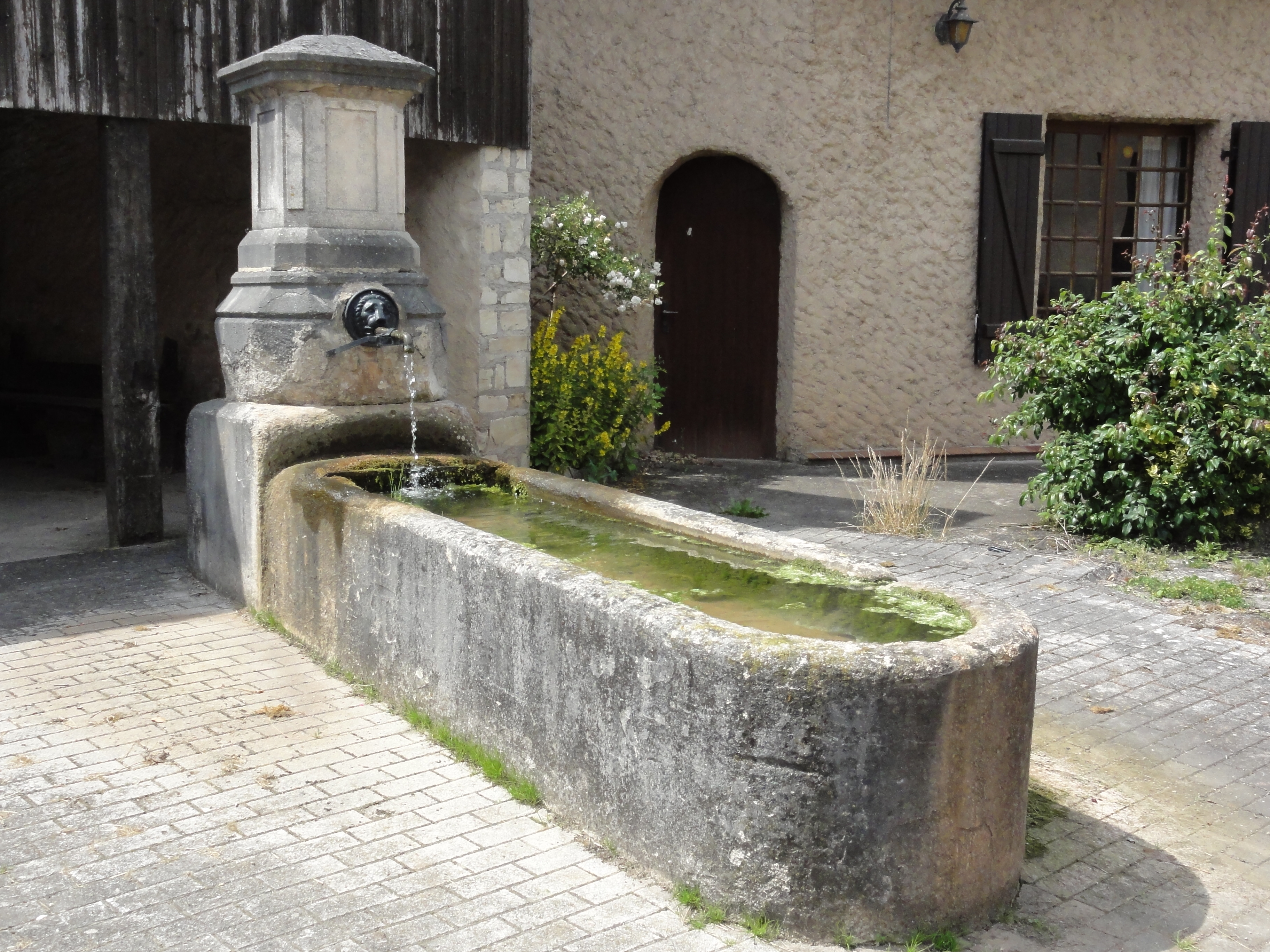
Dorfbrunnen
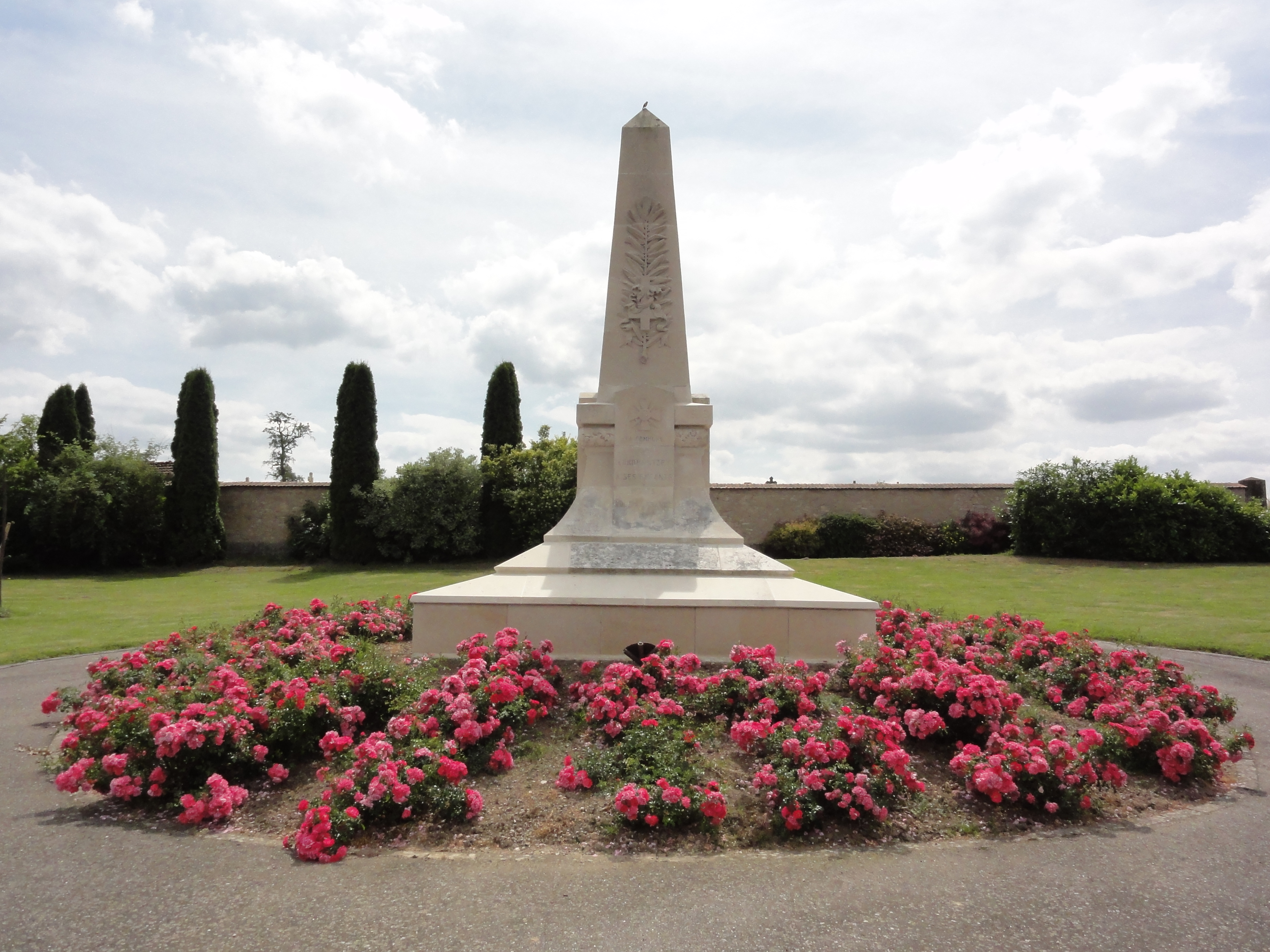
Denkmal für die Gefallenen